# Westlock County
Das Westlock County ist einer der 63 Verwaltungsbezirke, ein „municipal districts“, in Alberta, Kanada. Der Verwaltungsbezirk gehört zur Census Division 13 und ist Teil der Region Zentral-Alberta. Der Bezirk als solches wurde, durch die Zusammenlegung anderer Bezirke, zum 1. Februar 1943 eingerichtet (incorporated als „Municipal District of Westlock No. 562“) und änderte zuletzt im Jahr 1999 seinen Namen von „Municipal District of Westlock No. 92“ auf den aktuellen. Er hat seinen Verwaltungssitz in der Kleinstadt Westlock.
Der Verwaltungsbezirk ist für die kommunale Selbstverwaltung in den ländlichen Gebieten sowie den nicht rechtsfähigen Gemeinden, wie Dörfern und Weilern und Ähnlichem, zuständig. Für die Verwaltung der Kleinstädte in seinen Gebietsgrenzen ist er nicht zuständig.

## Lage
Der „Municipal District“ liegt im nördlichen Zentrum der kanadischen Provinz Alberta, etwa 90 Kilometer nördlich vom Edmonton. Der Bezirk wird vom Pembina River durchflossen und im Nordwesten für einen kurzen Abschnitt vom Athabasca River begrenzt. Im Bezirk befindet sich keiner der Provincial Parks in Alberta.
Die Hauptverkehrsachsen des Bezirks sind die in Nord-Süd-Richtung verlaufenden Alberta Highway 2 und Alberta Highway 44 sowie der in Ost-West-Richtung verlaufende Alberta Highway 18. Außerdem verläuft eine ehemalige Eisenbahnstrecke der Northern Alberta Railways, einer ehemals gemeinsamen Gesellschaft der Canadian National Railway und der Canadian Pacific Railway, durch den Bezirk. 
| Woodlands County          | Municipal District of Lesser Slave River No. 124 | Athabasca County |
| County of Barrhead No. 11 | Kompassrose, die auf Nachbargemeinden zeigt      | Thorhild County  |
|                           | Sturgeon County                                  |                  |

## Bevölkerung
| Jahr | Erhebung          | Einwohner | Änderung | Fläche (km²) | Bev.-dichte (EW/km²) |
| ---- | ----------------- | --------- | -------- | ------------ | -------------------- |
| 2016 | Volkszählung 2016 | 7220      | − 5,5 %  | 3171,83      | 2,3                  |
| 2011 | Volkszählung 2011 | 7644      | + 10,6 % | 3170,71      | 2,4                  |

## Gemeinden und Ortschaften
Folgende Gemeinden liegen innerhalb der Grenzen des Verwaltungsbezirks:
- Stadt (City): keine
- Kleinstadt (Town): Westlock
- Dorf (Village): Clyde
- Weiler (Hamlet): Busby, Dapp, Fawcett, Jarvie, Nestow, Pibroch, Pickardville, Tawatinaw, Vimy

Außerdem bestehen noch weitere, noch kleinere Ansiedlungen und Einzelgehöfte. Außerdem liegt im Bezirk ein Sommerdorf („Summer Village of Larkspur“).